# Gould Island (Australien)
Gould Island ist eine unbewohnte Insel im australischen Bundesstaat Western Australia. Sie ist 6,5 Kilometer vom australischen Festland entfernt.
Die Insel ist 680 Meter lang, 420 Meter breit und 21 Meter hoch. In der Nähe liegen die Inseln Hull Island, North Twin Peak Island und Cave Island.